# Muchobór Wielki

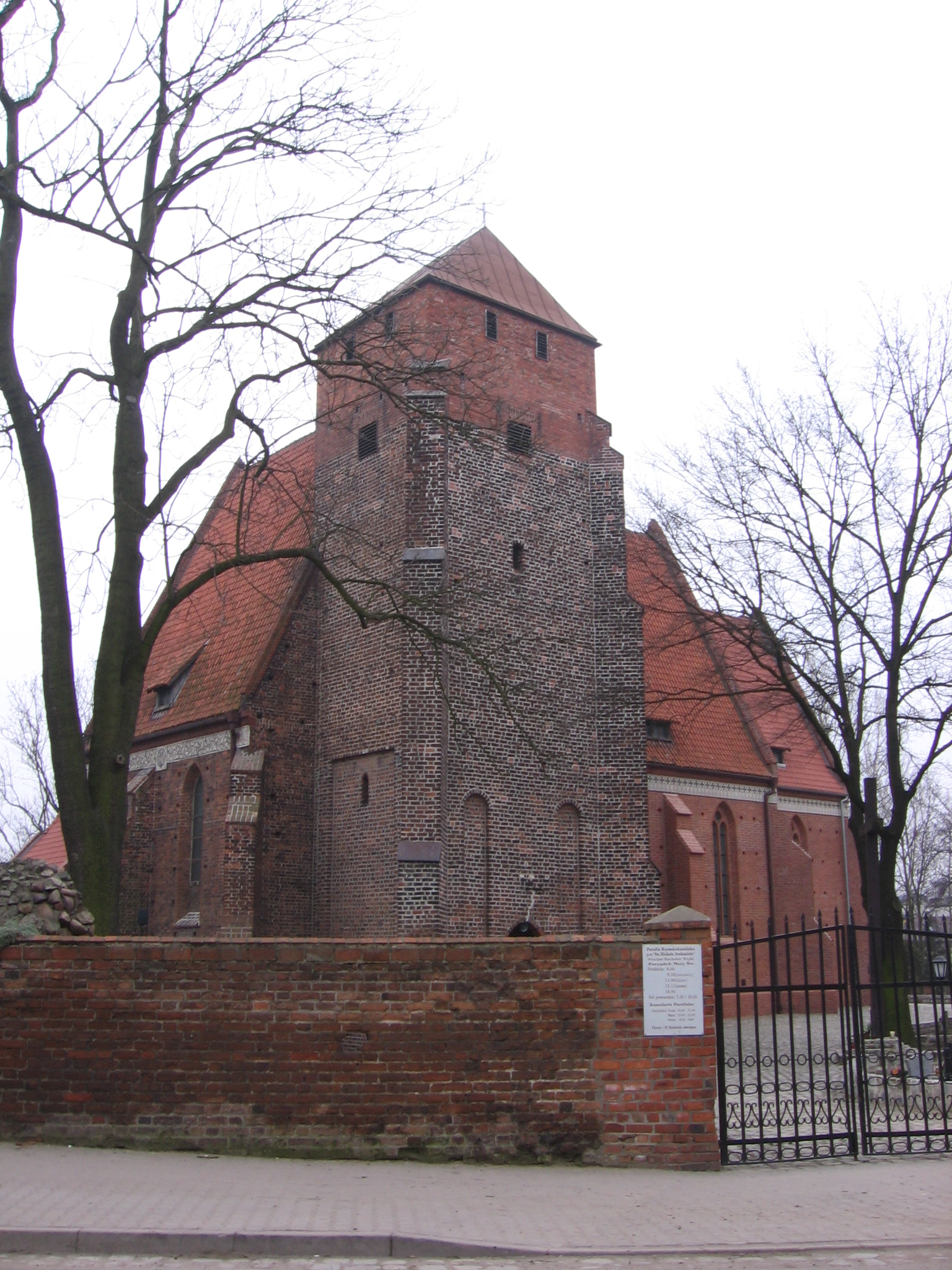
Kościół pw. Michała Archanioła

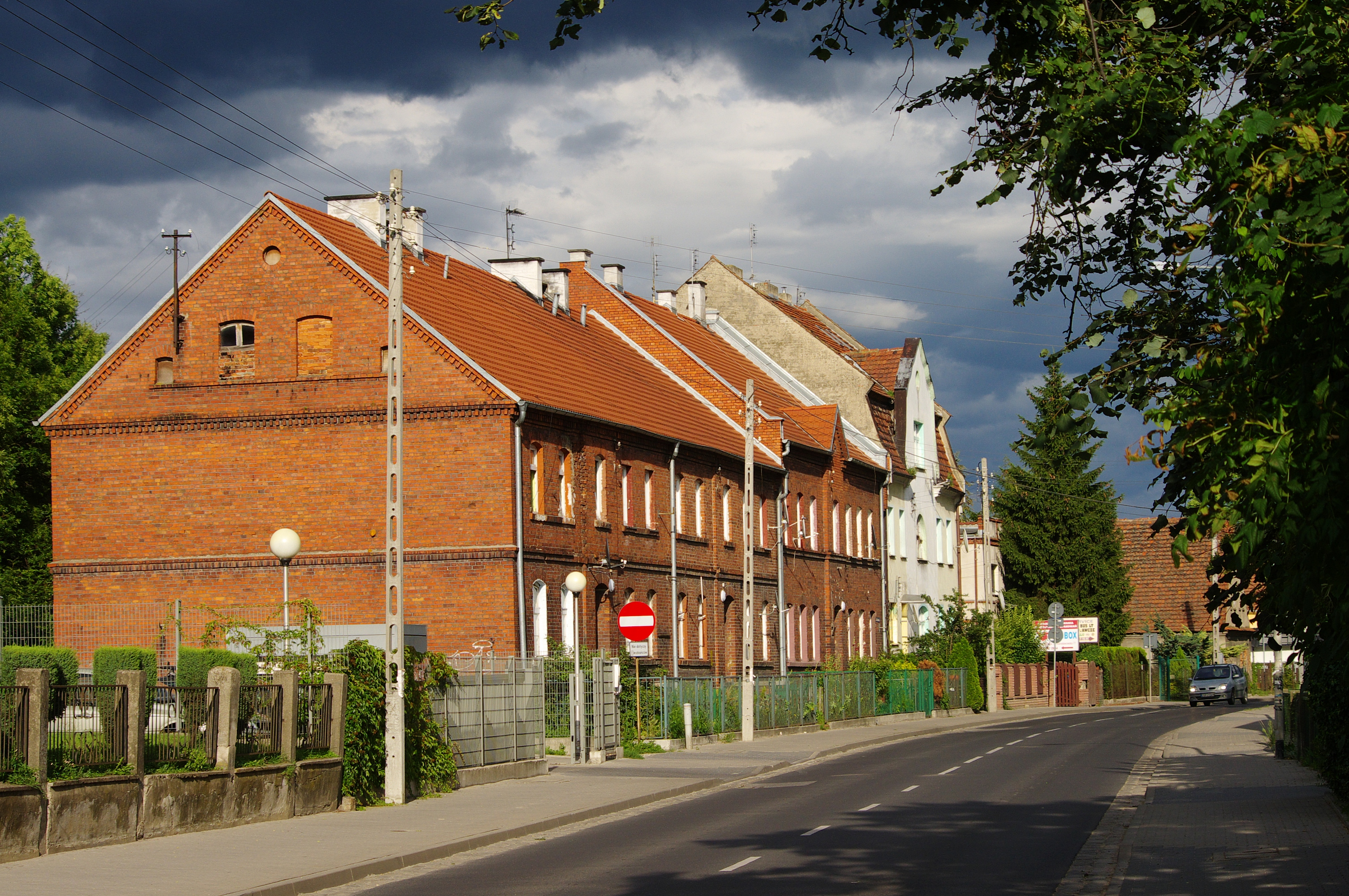
Ulica Stanisławowska – jedna z głównych ulic Muchoboru Wielkiego

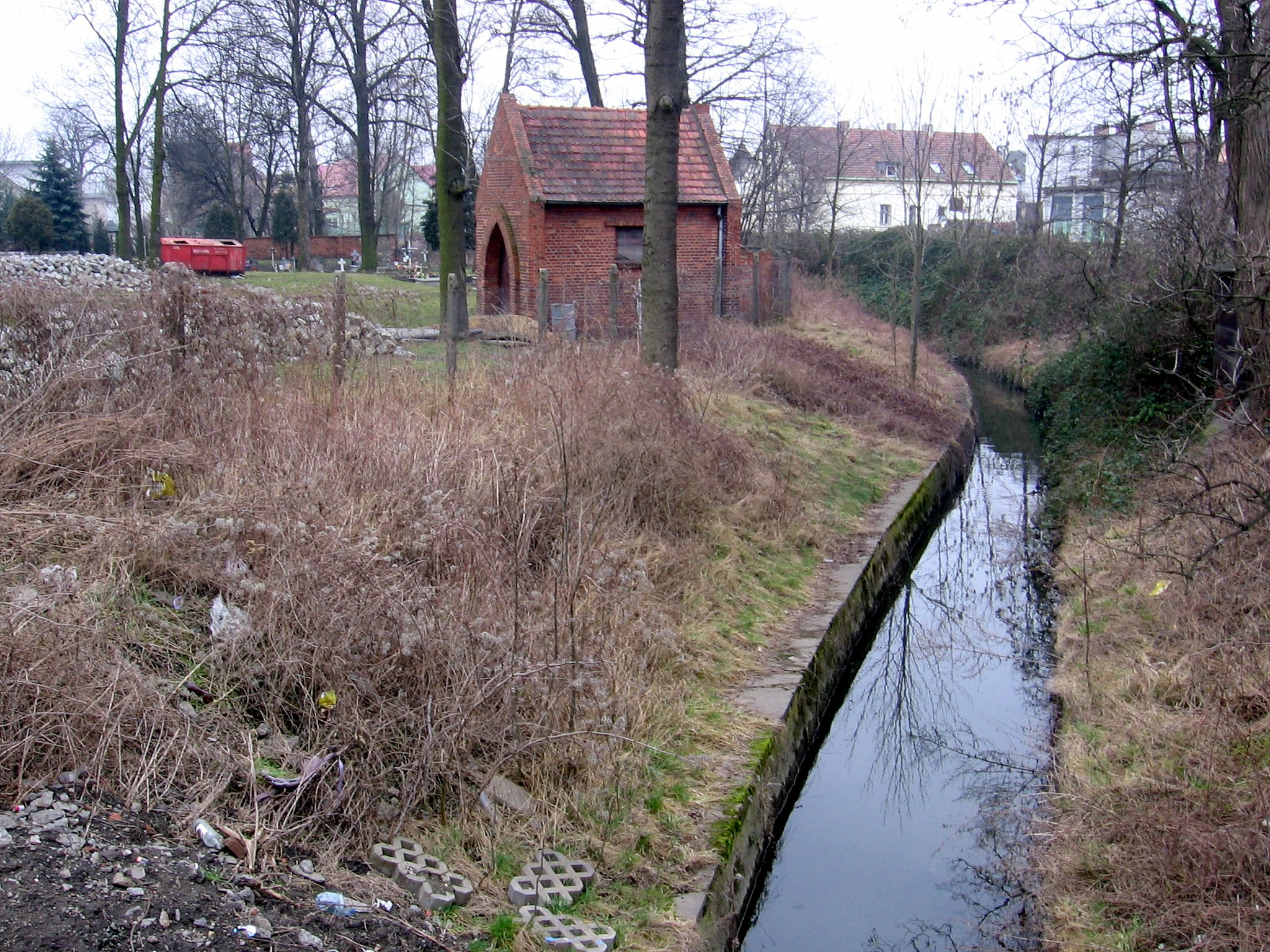
Kasina na Muchoborze Wielkim

Muchobór Wielki (niem. Groß Mochbern, 1937-1945 Lohbrück) – niegdyś wieś, obecnie osiedle w zachodniej części Wrocławia, na obrzeżach miasta. Od 1 stycznia 1951 Muchobór Wielki znajduje się w granicach administracyjnych Wrocławia.
Przez osiedle przepływa strumień Kasina, a rzeka Ślęza tworzy linię rozgraniczającą Muchobór Wielki od Małego.

## Nazwa
Nazwa wywodzi się od połączenia dwóch polskich słów: owada „muchy” oraz „boru” – iglastego lasu i oznacza las pełen much. Niemiecki językoznawca Heinrich Adamy w swoim dziele o nazwach miejscowości na Śląsku wydanym w 1888 roku we Wrocławiu jako najstarszą zanotowaną nazwę wsi podaje Muchobor notując jej znaczenie Fliegenwald czyli Las much.
Podobny wywód prezentuje niemiecki językoznawca Paul Hefftner notując m.in. polską nazwę w obecnym brzmieniu Muchobór i wywodząc ją bezpośrednio z języka polskiego: poln. mucha = Fliege und dem Nom. sing. bór = Wald zusammengesetzt und bedeutet Fliegenwald.
Nazwa Muchobor (bez rozróżniania Wielkiego i Małego) wzmiankowana była po raz pierwszy w 1155, kiedy biskupstwo wrocławskie otrzymało potwierdzenie swoich posiadłości w tym rejonie od papieża Hadriana IV. Kolejna wzmianka znajduje się w łacińskim dokumencie z 1250 roku wydanym przez papieża Innocentego IV w Lyonie gdzie wieś zanotowana została w zlatynizowanej, staropolskiej formie Muchobor. W spisanym po łacinie dokumencie średniowiecznym wydanym we Wrocławiu w 1266 roku, który sygnował książę śląski Henryk III Biały miejscowość wymieniona jest również pod nazwą Muchobor. Dopiero w 1315 po raz pierwszy użyto nazwy „Muchobór Wielki” (in magno Muchobor).
W 1937 roku ze względu na polskie pochodzenie nazwy nazistowska administracja III Rzeszy zmieniła nazwę na nową całkowicie niemiecką Lohbrück w akcji germanizacji nazw.

## Historia
W 1315 po raz pierwszy użyto nazwy „Muchobór Wielki” (in magno Muchobor), co oznacza, że nastąpiło już wówczas wydzielenie Muchoboru Małego jako oddzielnej jednostki osadniczej (wieś należała wówczas do biskupstwa wrocławskiego, które utraciło ją w 1810 r.). Muchoborska świątynia, już wówczas pw. Michała Archanioła, wzmiankowana była w dokumencie biskupa Przecława datowanym na 1347, który nadał kościołowi na własność dwa łany ziemi (w innym dokumencie, z 1353, spis gruntów wsi wykazywał 26 łanów, z czego 1 łan ziemi należącej do plebana).
W 1474 r. na wzgórzu pomiędzy Karnczą Górą (obecnie teren lotniska), a Muchoborem (obecnie teren obok wiaduktu obwodnicy Wrocławia) odbyły się negocjacje zakończone rozejmem, w których brali udział trzej królowie: Polski – Kazimierz IV Jagiellończyk, Czech – Władysław Jagiellończyk (syn Kazimierza) oraz Węgier – Maciej Korwin. W wyniku ugody Władysław zachował Czechy a Korwin zyskał Śląsk i tytuł króla Czech. Działo się to po tym, gdy Jagiellonowie bezskutecznie usiłowali zająć Wrocław. Siły polskie liczyły 60 tysięcy żołnierzy pod dowództwem marszałka polnego Jana Rytwiańskiego. Czeska armia liczyła 23 tysiące a dowodził nimi Władysław Jagiellończyk. Wojska Korwina liczyły około 6 tysięcy żołnierzy. Zwycięstwo Korwin zawdzięczał sprawnemu dowództwu, mobilności i innej strukturze niż pospolite ruszenie. Jagiellonowie po roku czasu wznowili wojnę z tym samym skutkiem, tyle, że pokój podpisano w Ołomuńcu. Po śmierci Korwina Węgry i Śląsk uzyskał Władysław Jagiellończyk.
W Muchoborze były niegdyś trzy stare monolitowe kamienne krzyże. Paul Kutzer w artykule Steinkreuze in Schlesien z 1913 r. podaje informacje o legendzie przypisującej ich powstanie  upamiętnieniu wspomnianego wyżej spotkania trzech władców. Inna legenda o jednym z tych krzyży głosi, że podczas epidemii dżumy mieszkańcy byli osłabieni i masowo umierali. Zdawało się, że ktoś wysysa z nich siłę. W wyniku dochodzenia rozkopano grób miejscowego owczarza. Ciało jego było nietknięte i zdrowsze niż gdy było grzebane. Trup był nagi, a w ustach trzymał kawałek zakrwawionej szmaty. To on wysysał z ludzi krew, a wraz z nią siłę. Chłopi odcięli mu głowę i pochowali ciało bez głowy a ku czci zabitych postawiono krzyż. Po II wojnie światowej dwa krzyże zaginęły, a trzeci, prawdopodobnie uszkodzony przez traktorzystę PGR-u, został przeniesiony pod koniec lat 70. XX w. do Parku Szczytnickiego i ustawiony koło drewnianego kościółka pod wezwaniem świętego Jana Nepomucena. Prawdopodobna lokalizacja krzyża na Muchoborze przed przeniesieniem do parku, to dzisiejsza ul. Mińska, po prawej stronie w kierunku Nowego Dworu. Jednak krzyż o którym tu mowa jest innym krzyżem. Napis pod dwoma krzyżami w Karnczej Górze głosi iż wystawił je Jan z Kętrznik z powodu zabójstwa dwóch kupców czeskich. Potwierdza to w swoim wykazie A Scheer. Trzeci krzyż może mieć związek z lokalną epidemią. Krzyże te uważane były za tzw. krzyże pokutne. Hipoteza taka oparta jest na domniemaniu, że wszystkie kamienne krzyże są krzyżami pokutnymi. Taka teoria nie może być podstawą do rzetelnej kwalifikacji pochodzenia krzyży. O krzyżach z Muchoboru Wielkiego nie istnieją żadne informacje ani dokumenty dotyczące ich związki z umowami ugodowymi, nie mogą więc być traktowane jako pokutne. Są to po prostu kamienne krzyże nieznanego pochodzenia, co do których istnieją przytoczone wyżej domysły.   
Jeszcze w XIX wieku zamieszkiwała tu ludność polska, a polska nazwa wsi był używana równolegle z niemiecką. W 1803 roku Charlotte von Stein przyjaciółka Johanna Wolfganga Goethego spotkała na polach pod wsią Muchobór (obecnie Muchobór Wielki – osiedle administracyjne Wrocławia) dziewczęta śpiewające polskie pieśni. W 1843 osada otrzymała połączenie kolejowe, a w 1845 odnotowano, że miała 445 mieszkańców (w tym 135 katolików i 1 żyda). Istniała tu szkoła katolicka i protestancka, komora celna, wiatrak, browar, gorzelnia, cegielnia oraz dom dla ubogich. Rozwinięta była hodowla zwierząt (850 owiec i 187 sztuk bydła).
W XX wieku zmienił się charakter osadnictwa. W 1912 było tu już ponad 2 tysiące mieszkańców.
Został zdobyty przez Armię Czerwoną 23 II 1945.

## Zabytki
Do wojewódzkiego rejestru zabytków wpisany jest:
- kościół pw. św. Michała Archanioła, ul. Stanisławowska, z XVI w., XIX w.

## Populacja
Poniższa tabela prezentuje liczbę osób zameldowanych w tym osiedlu w ostatnich latach:
| rok  | liczba osób zameldowanych na pobyt stały |
| ---- | ---------------------------------------- |
| 2005 | 6702                                     |
| 2006 | 6958                                     |
| 2007 | 7550                                     |
| 2008 | 7939                                     |
| 2009 | 8389                                     |
| 2010 | 8739                                     |

Znajduje się tu kościół pw. św. Michała Archanioła (z XV-XVI wieku, przebudowa w XX wieku). W 1973 powstały szklarnie Państwowego Gospodarstwa Ogrodniczego.

## Komunikacja
Do Muchoboru Wielkiego można dojechać autobusami linii: 107 (Pracze Odrzańskie – Krzyki), 119 (Sołtysowice – Racławicka), 122 (Dworzec Autobusowy - Muchobór Wielki Roślinna), 132 (Kromera - Oporów), 319 (Kamieńskiego pętla – Klecina stacja), 152 (Tarczyński Arena (Królewiecka) - Blacharska) oraz nocnym 241 (Wrocław Nowy Dwór P+R – Osiedle Sobieskiego).
Na terenie osiedla, przy granicy z osiedlem Oporów, znajduje się również stacja kolejowa Wrocław Zachodni umożliwiająca bezpośredni dojazd do stacji Wrocław Główny oraz przystanku kolejowego Wrocław Grabiszyn.
W Muchoborze Wielkim znajduje się również węzeł drogowy Wrocław Lotnisko zapewniający komunikację z autostradą A8.

## Kultura
Przy ul. Samborskiej znajduje się nowa siedziba Wrocławskiego Klubu Formaty.